# بيفل كايسيدو
بيفل كايسيدو هو لاعب كرة قدم إكوادوري في مركز الدفاع، ولد في 15 يونيو 1977 في كانتون بيدرو كاربو في الإكوادور. لعب مع سوسيداد ديبورتيفو كيتو ونادي إيميلك ونادي برشلونة ونادي برشلونة ونادي ديبورتيفو إل ناسيونال.